# Коллективизация в Украинской ССР
Коллективизация в Украинской ССР — часть политики коллективизации и раскулачивания в СССР, которая проводилась в 1928—1933 годах путём создания крупных коллективных хозяйств на основе крестьянских дворов, новые хозяйственные образования назвали колхозами. Политика коллективизации должна была уничтожить врагов рабочего класса. Идея создания колхозов была воспринята крестьянством как возвращение крепостного права.
В советской Украине эта политика имела драматические последствия для этнического украинского населения и его культуры, так как 86 % населения проживало в сельской местности. Насильственное внедрение политики коллективизации было одной из главных причин голода на Украине в 1932—1933 годах. На Украине коллективизация имела свои специфические цели и результаты. Советское руководство, которое было связано с коллективизацией, понимало революцию «сверху», которая проходила в то время в СССР, в более широком контексте.